# پیجاکلا
پیچاکلا، روستایی است از توابع بخش لاله‌آباد شهرستان بابل در استان مازندران ایران.

## جمعیت
این روستا در دهستان کاری پی(جلال ازرک)قرار دارد و بر اساس سرشماری مرکز آمار ایران در سال ۱۳۸۵، جمعیت آن ۱۳۱۸ نفر (۳۲۲خانوار) بوده‌است.